# 植場鉄三
植場 鉄三（うえば てつぞう、1894年（明治27年）1月22日 - 1964年（昭和39年）1月30日）は、日本の拓務官僚。実業家。

## 経歴
大阪府に郡正光の子として生まれ、衆議院議員植場平の養子となった。1921年（大正10年）京都帝国大学経済学部を卒業し、翌年に高等試験に合格した。秋田県平鹿郡長、同農林課長、同庶務課長、同知事官房主事、長崎県事務官・社会課長、兵庫県事務官・社会課長、樺太庁農林部長などを務めた。1933年（昭和8年）より拓務書記官・農林課長、拓務大臣秘書官・官房秘書課長、管理局長、殖産局長を歴任。1941年（昭和16年）8月に退官するが、12月に拓務次官として復帰した。
1943年（昭和18年）より中支那振興株式会社副総裁を務め、翌年には内閣綜合計画局長官に就任した。
戦後は大建産業株式会社社長、呉羽紡績株式会社社長、東洋パルプ株式会社社長、財団法人伊藤忠兵衛基金理事長を務めた。